# Приозёрная (Татарстан)
Приозёрная — деревня в Алексеевском районе Татарстана. Входит в состав Ерыклинского сельского поселения.

## География
Находится в западной части Татарстана на расстоянии приблизительно 40 км по прямой на юг от районного центра Алексеевское у речки Малый Черемшан.

## История
Основана в XVIII веке. В начале XX века действовала Троицкая церковь (1886 года постройки) и школа. До 1967 года Абалдуевка. Упоминалась также как Черемшан, Крутояр.

## Население
Постоянных жителей было: в 1782 — 71 душа мужского пола, в 1859 — 446, в 1897 — 871, в 1908 — 852, в 1920 — 820, в 1926 — 804, в 1938 — 593, в 1949 — 367, в 1958 — 318, в 1970 — 265, в 1979 — 125, в 1989 — 113, в 2002 — 116 (русские 98 %), 103 — в 2010.